# Варадинский мост
Варадинский мост (серб. Варадински мост) — автомобильный балочный мост в Нови-Саде через реку Дунай, связывающий основную часть города с Петроварадином. Первый мост строился в Королевстве Сербов, Хорватов и Словенцев с 1921 по 1928 год. Тогда он именовался мост принца Томислава. Вместе с мостом был проложен бульвар в сторону Дуная, который связал Нови-Сад и Петроварадин. В 1941 году его при отступлении взорвала югославская армия. Части вермахта, оккупировавшие страну, восстановили мост, однако также уничтожили его при отступлении в 1944 году. После освобождения страны он был восстановлен на новом месте в 1945 году (где находится и сейчас) и получил название мост маршала Тито. 1 апреля 1999 года во время бомбардировок Югославии он был уничтожен авиацией НАТО. После окончания войны начались восстановительные работы, окончившиеся в сентябре 2000 года.